# Kimstads kyrka
Kimstads kyrka är en kyrkobyggnad i Kimstad, Kimstads socken och Norrköpings Borgs församling, Östergötland. Den ligger ca 12 km sydväst om Norrköping och är församlingskyrka i Norrköpings Borgs församling i Linköpings stift.
Kyrkan hör nära samman med Löfstad slott, vars ägare erhöll patronatsrätt 1699. Till formen är den en enskeppig salkyrka, med ett fullbrett korparti och med tornet placerat i väst. Kyrkan betraktas som en av landets ståtligaste barockkyrkor. Den ger ett enhetligt intryck, men har en mer invecklad byggnadshistoria.
Kyrkans gatuadress är Kimstadsvägen 87, 610 20 Kimstad.

## Kyrkobyggnaden
En i koret inmurad lockhäll till en gravkista från 1000-talet tyder på en tidig kyrka på platsen. Den nuvarande kyrkan är byggd 1728, på bekostnad av änkegrevinnan Agneta Wrede, sedan hon låtit riva den gamla. Den färdigställdes dock först 1733, tre år efter hennes död, av svärsonen riksrådet och överstemarskalken Magnus Julius de la Gardie. Kyrkan har rektangulärt långhus med rakslutet kor, västtorn med svängd huv, sakristia i norr och ett gravkor utbyggt på södra sidan. Långhusets sydmur härstammar från en 1100-talskyrka, till vilken fogades nytt kor och ett gravkor på 1650-talet. Från denna period härstammar även nordväggens skulpterade portal, tidigare placerad längre österut. Tornhuven uppfördes 1770. Inga större förändringar har gjorts sedan 1700-talet. Kyrkan har två klockor.
Speciellt för Kimstads kyrka är de två ryttarna av plåt på långhusets taknock. Enligt Dalin (1747) är det ett minnesmärke till minne av två tronpretender som ska ha dödat varandra i ett envig år 1060 i närheten. De är tillverkade av järnbleck och sattes upp 1733 av greve de la Gardie.

## Inventarier
- Altaruppsatsen antas ha utförts av någon bildhuggare verksam på Stockholms slott under 1730-talet. Dess målning, som föreställer Kristi uppståndelse,[1] är ett tidigt exempel på rokokomåleri i Sverige. Tavlan är utförd av fransmannen Guillaume Taraval som kommit till Sverige för att arbeta på Stockholms slott. Altarets solsymbol har de fyra hebreiska bokstäverna JHWH (se bild till höger), som står för Guds egennamn i Bibeln. Namnet uttalas på svenska Jahvé eller Jehová.
- Predikstolen, i senrenässans, övertogs från 1600-talskoret och är gjord av Mäster Staffan 1660–1669.
- Dopfunten har daterats till 1661.
- I kyrkan finns en runristad gravhäll till minne av Gerulf.
- På kyrkogården står en runsten till minne av Jarl med en ovanligt invecklad kristen bön.

## Orgel
- Från 1695 till åtminstone 1717 finns ett skänkt orgelverk med 6 stämmor.
- 1771: Orgelbyggare (privilegierad) Jacob Westervik, Stockholm, bygger orgelverk. Den erhåller 10 orgelstämmor. Fasaden ritad av arkitekt Carl Fredrik Adelcrantz (1716–1796). Orgeln är skänkt av greve Axel von Fersen och kostade 9000 daler.[3] Orgeln renoverades år 1836.[1]

| Manual         |
| Gedackt 16'    |
| Principal 8'   |
| Gedackt 8' B/D |
| Kvintadea 8'   |
| Oktava 4'      |
| Spetsflöjt 4'  |
| Kvinta 3'      |
| Oktava 2'      |
| Trumpet 8' B/D |
| Trumpet 4' B   |

- 1895 eller 1897: Åkerman och Lund, Stockholm, ersätter Jacob Westerviks orgel med ett 9-stämmigt verk bakom Adelcrantz fasad.
- 1950: Åkerman och Lund bygger bakom samma fasad en ny orgel med pneumatisk traktur och registratur. Huvudverkets slejflåda från 1897 pneumatiseras. Övriga verk erhåller rooseveltlådor.

Disposition:
| Huvudverk I            | Svällverk II      | Pedal                       | Koppel              |  |
| Borduna 16'            | Gedackt 16'       | Subbas 16'                  | Svällverk/huvudverk |  |
| Principal 8'           | Rörflöjt 8'       | Ekobas 16' (transm. fr. hv) | Huvudverk/pedal     |  |
| Gedackt 8'             | Salicional 8'     | Oktava 8'                   | Svällverk/pedal     |  |
| Oktava 4'              | Principal 4'      | Koralbas 4'                 |                     |  |
| Flûte octaviante 4'    | Gemshorn 4'       | Bombard 16'                 |                     |  |
| Kvint 2 2/3'           | Blockflöjt 2'     | Automatisk pedalväxling     |                     |  |
| Oktava 2'              | Larigot 1 1/3'    |                             |                     |  |
| Mixtur IV-V ch. 1 1/3' | Scharf IV ch. 1'  |                             |                     |  |
| Trumpet 8'             | Dulcianregal 8'   |                             |                     |  |
|                        | Tremulant         |                             | 2 fria komb.        |  |
|                        | Crescendosvällare |                             | Registersvällare    |  |

## Galleri

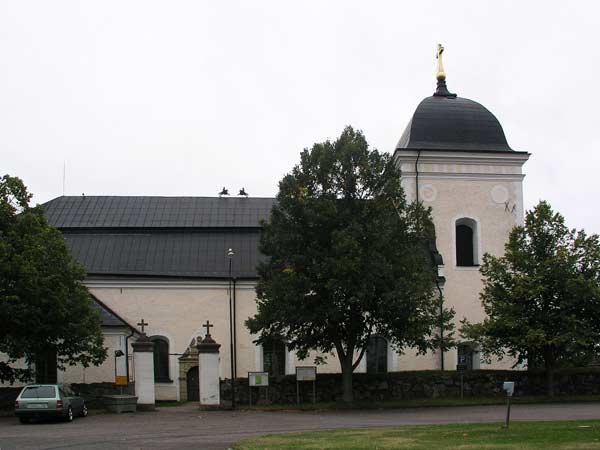
Två korsförsedda pelare utgör entre
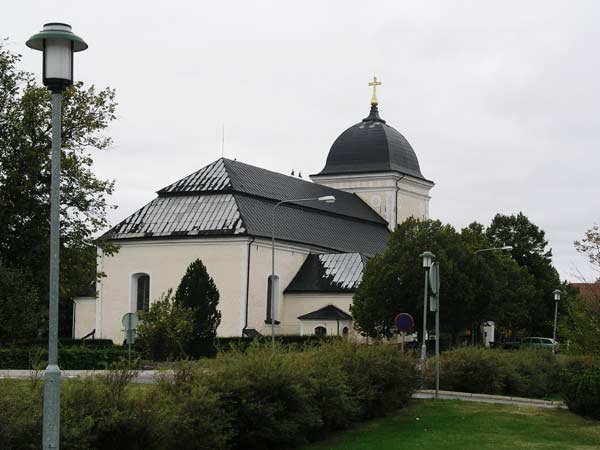
Kyrka och torn är i fullbredd
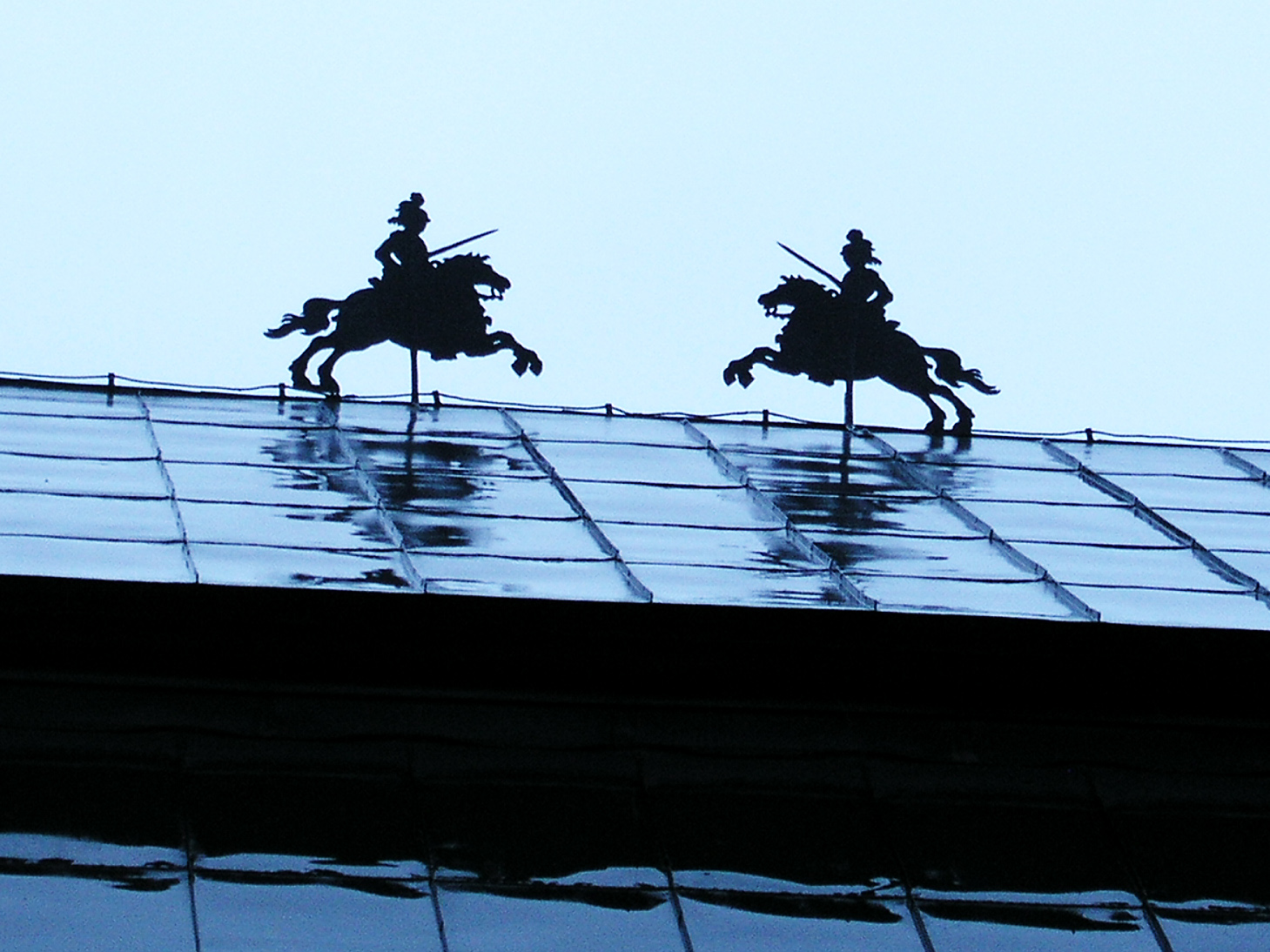
Två ryttare pryder kyrkans taknock
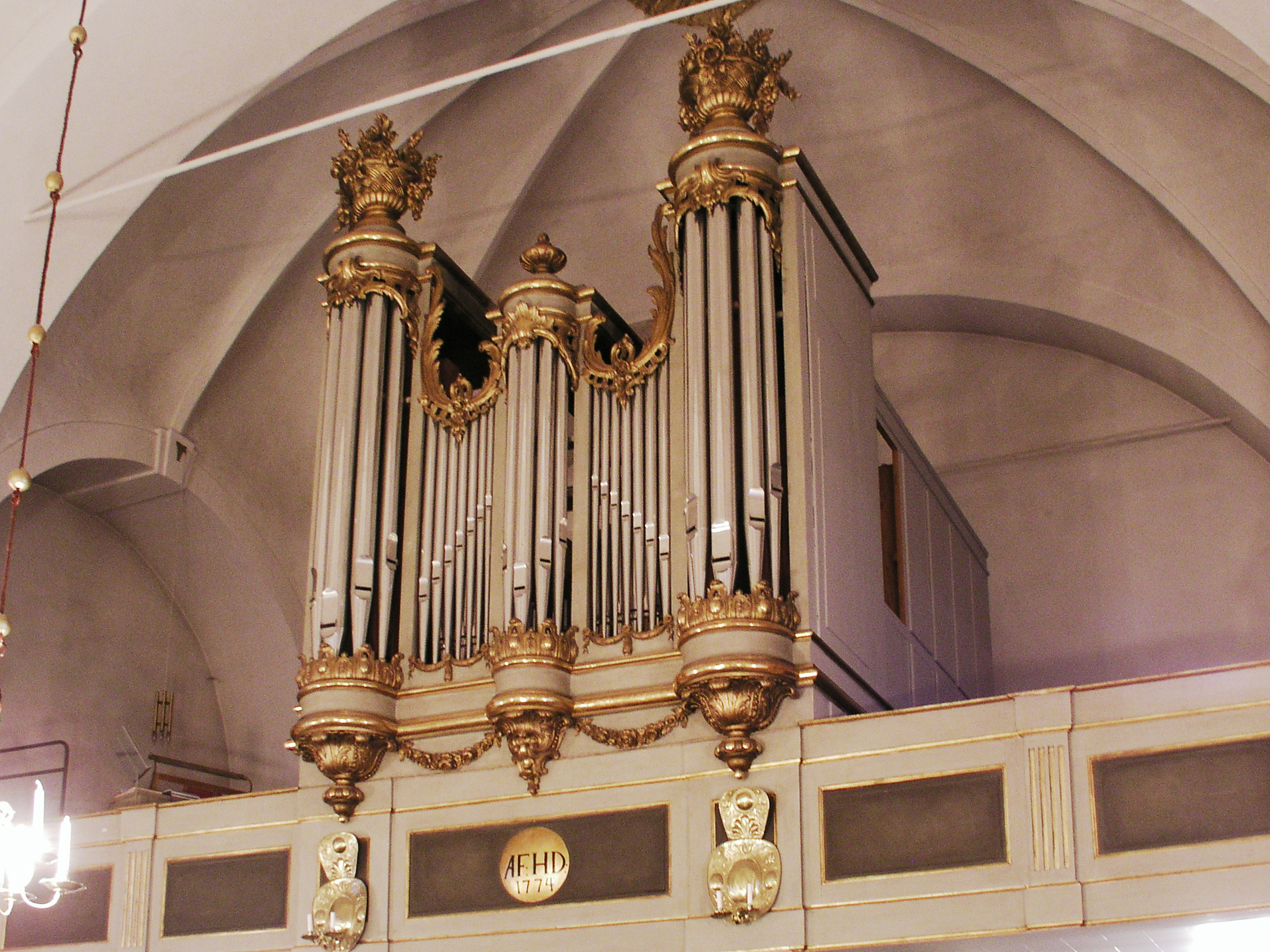
Läktarorgeln
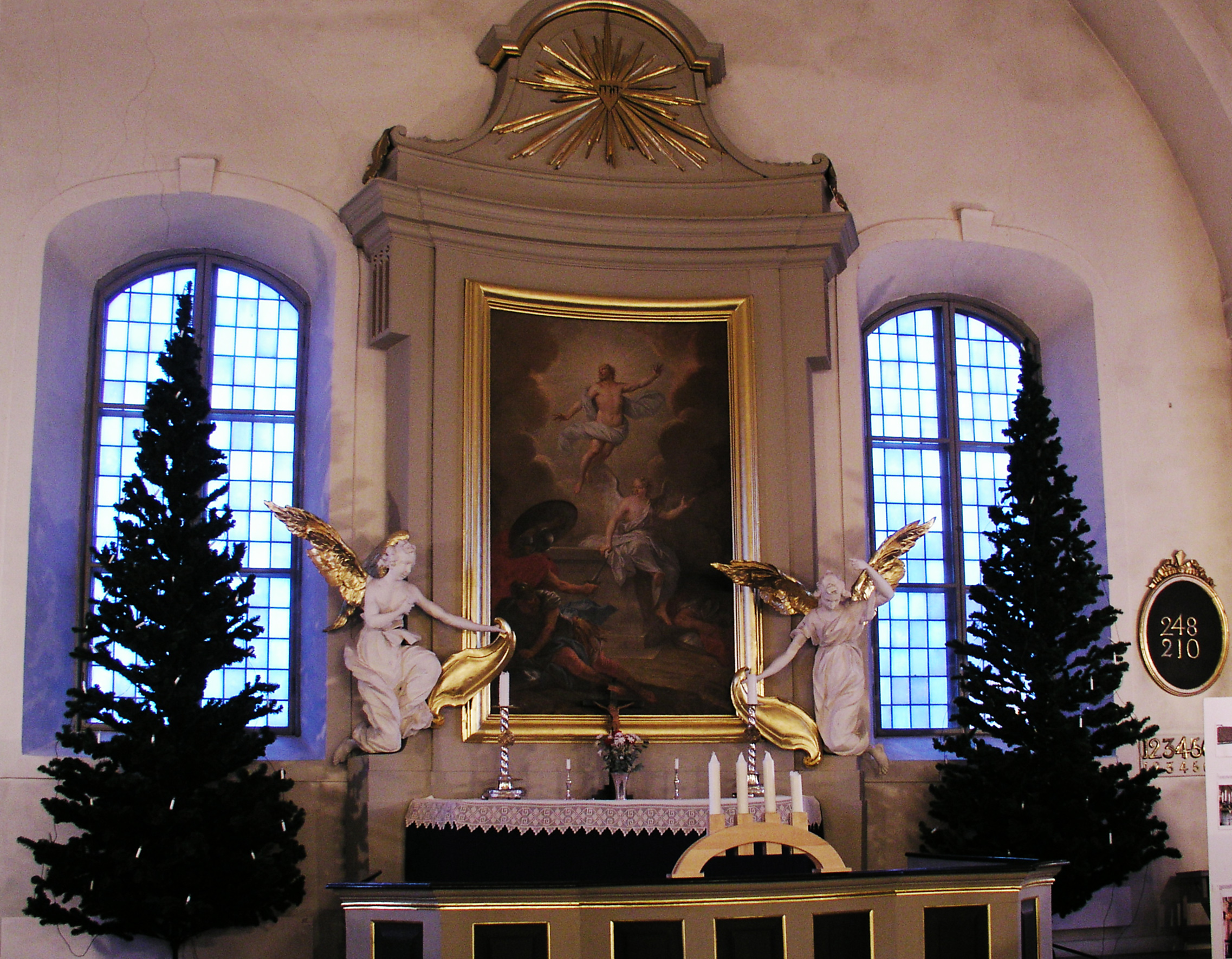
Altaruppsatsen
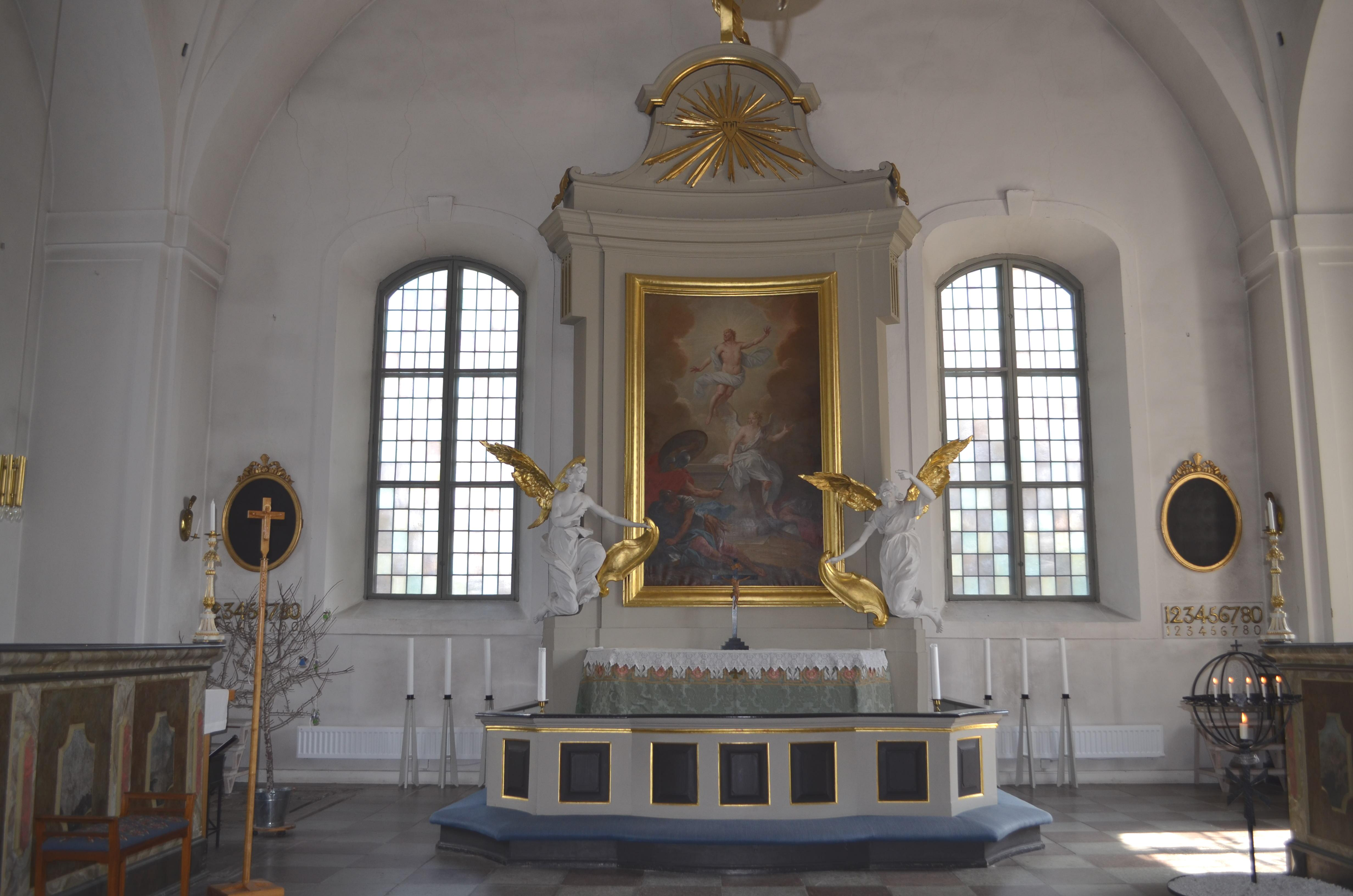
Kimstads kyrkas altare
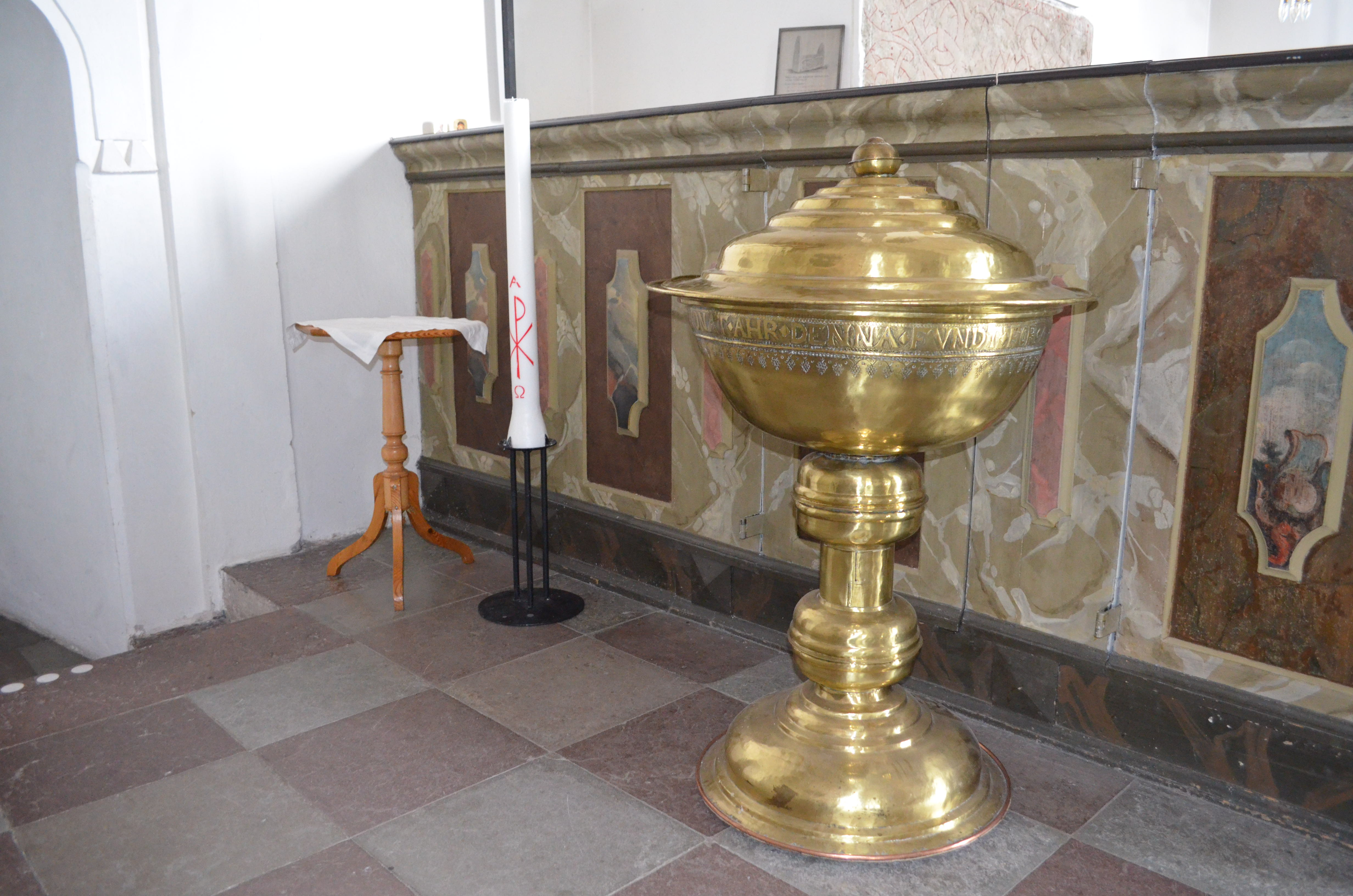
Kimstads kyrkas dopfunt
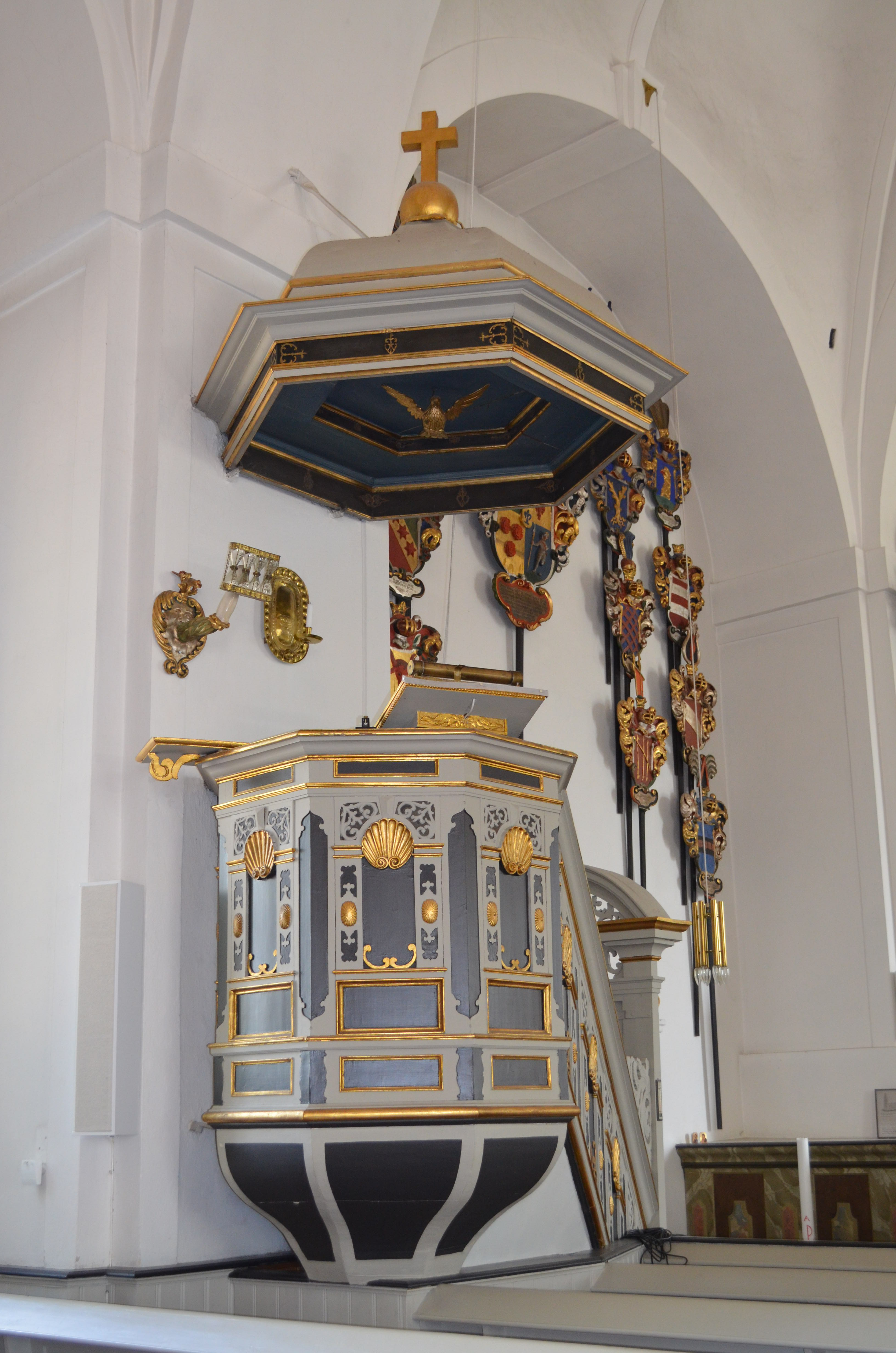
Kimstads kyrkas predikstol